# Thaia similis
Thaia similis är en insektsart som beskrevs av Irena Dworakowska 1970. Thaia similis ingår i släktet Thaia och familjen dvärgstritar. Inga underarter finns listade i Catalogue of Life.